# Истребление жасаулов
Истребление жасаулов (каз. Жасауыл қырғыны) — сохранившееся в народной памяти казахов название одного из эпизодов восстания Кенесары-хана, когда казахами из рода жаппас был истреблен отряд ханских жасаулов Наурызбай-батыра.

## История
В 1843 году Кенесары-хан потребовал казахов из рода жаппас присоединится к его восстанию против Российской империи. Большинство рода подчинилось этому требованию, но Алтыбай Кобекулы (один из авторитетных биев рода жаппас) отказался исполнить распоряжение хана. Кенесары вызвал его в свою ставку и жестоко казнил. Отомстить за казненного сородича решился известный батыр Жангабыл Толегенулы.
В 1844 году Наурызбай-батыр (младший брат Кенесары) прибыл со 100 своими жасаулами в аулы жаппасов за сбором закята. Ночью на отряд жасаулов было совершено внезапное нападение. Из сотни жасаулов погибло 95  человек, в том числе, командир ханских жасаулов — Байтабын-батыр. Этот эпизод сохранился в народной памяти под названием «Жасауыл қырғыны» (с каз. — «Истребление жасаулов»).

По этому поводу Жангабыл Толегенов в своем рапорте Оренбургской пограничной комиссии писал:
Находясь в верноподданстве России, в чем и присягали, и желая отомстить врагам нашего государя, мы убили из числа врагов 95 человек.
Однако значительная часть жаппасских подродов, не причастных к убийству жасаулов Наурызбая, продолжала активно оказывать поддержку войскам ханства.

## Последствия
Истребление жасаулов предшествовало нападению Кенесары-хана на жаппасов. В мае 1845 года войска ханства зашли на аулы жаппасов на реке Улы-Жыланшык. Сарбазы ханства казнили жителей, отгоняя весь скот и отнимая все имущество. Множество людей утонуло при бегстве, пытаясь переправиться через разлившуюся весеннюю реку. Всего было уничтожено около 120 аулов. Если допустить, что в каждом из них было по меньшей мере 5 семей, то общее число пострадавших могло составить около 3 тысяч человек.